# Astra International
PT Astra International Tbk – indonezyjski konglomerat. Został założony w 1957 roku.
Prowadzi działalność w kilku branżach: motoryzacja; agrobiznes; sprzęt ciężki, górnictwo i energetyka; usługi finansowe, informatyka; infrastruktura i logistyka.
W 2012 roku koncern zatrudniał ponad 185 tys. osób w 170 firmach (w tym w spółkach zależnych, stowarzyszonych i współkontrolowanych).